# Taylor Steam Buggy

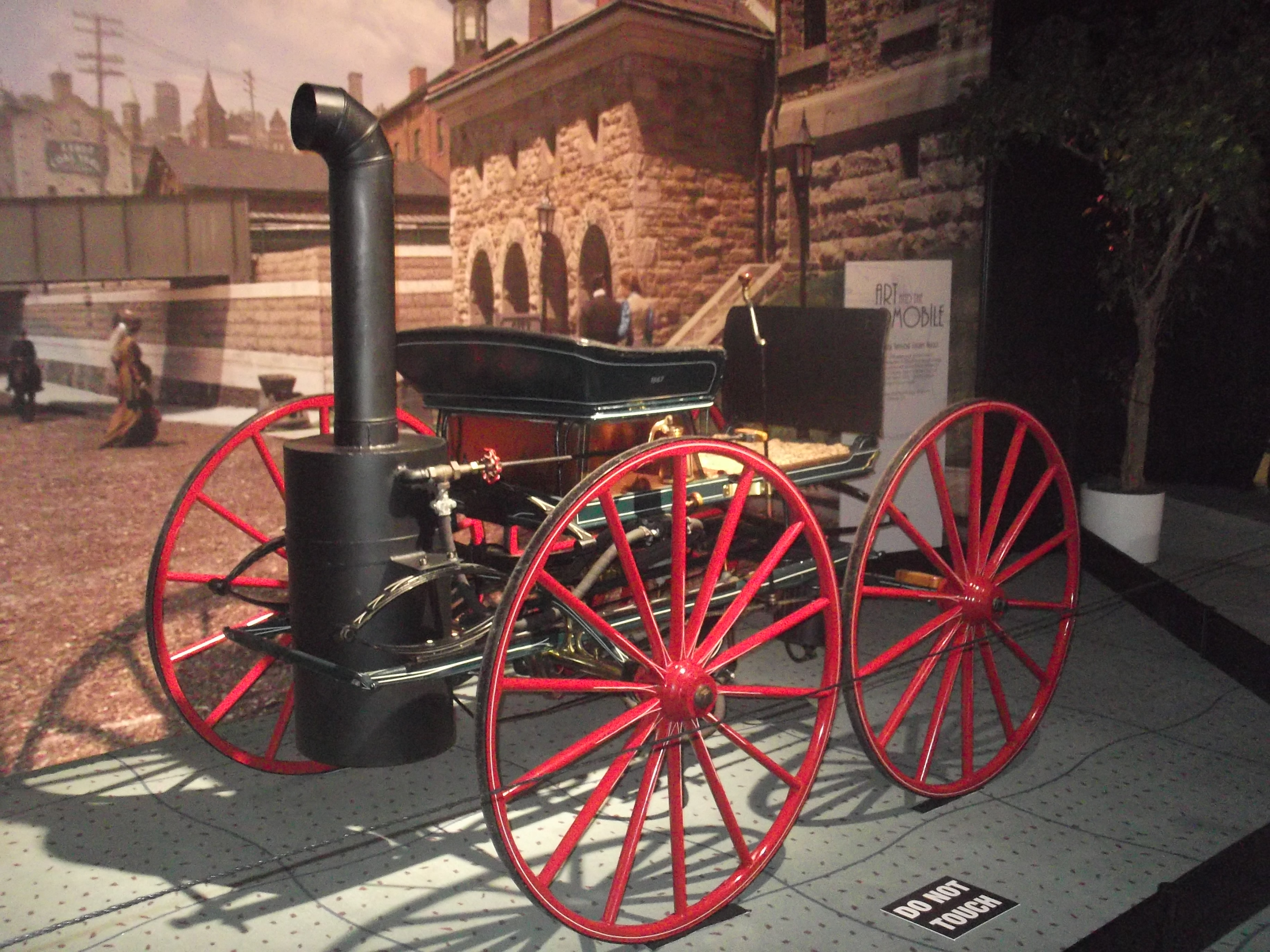
Taylor Steam Buggy

Taylor Steam Buggy ist ein Personenkraftwagen von Henry Seth Taylor. Nur der örtliche Schmied Joseph Mosher war am Bau beteiligt.

## Beschreibung
Taylor stellte das Fahrzeug 1867 in Stanstead in Québec her. Es gilt als das älteste kanadische Automobil.
Der Taylor Steam Buggy ist ein Dampfwagen. Es hat einen Dampfmotor mit zwei Zylindern. Sie haben 3,5 Zoll (88,9 mm) Bohrung und 10 Zoll (254 mm) Hub. Die offene Karosserie bietet Platz für zwei Personen. Das Fahrzeug wiegt 227 kg. Auf Bremsen wurde verzichtet. 24 km/h Höchstgeschwindigkeit werden genannt. Vorbild für den Taylor Steam Buggy soll ein Fahrzeug von Roper gewesen sein.
Taylor führte das Fahrzeug ab September 1867 auf mehreren Ausstellungen vor. 1868 wurde es beschädigt und unrepariert eingelagert.
1960 erwarb die Sammlerin Gertrude Sowden die Überreste und verkaufte sie an Richard Stewart, der sie restaurierte. In den 1980er Jahren wurde der Wagen an das Canada Science and Technology Museum verkauft.